# Nicole Koolen
Nicole „Nicky“ Simone Tellier-Koolen (geboren als Nicole Simone Koolen am 1. Dezember 1972 in Aldershot, England) ist eine ehemalige niederländische Hockeyspielerin. Sie gewann mit der niederländischen Nationalmannschaft die olympische Bronzemedaille 1996, nachdem sie im Jahr zuvor Europameisterin geworden war.

## Sportliche Karriere
Nicole Koolen bestritt insgesamt 55 Länderspiele, in denen sie zwei Tore erzielte.
Die Mittelfeldspielerin bestritt Ende 1993 zwei Länderspiele und kehrte danach erst 1995 ins Nationalteam zurück. Im Juni 1995 waren die Niederlande in Amstelveen Gastgeber der Europameisterschaft. In der Vorrunde gelangen den niederländischen Damen fünf Siege in fünf Spielen bei einem Torverhältnis von 24:0. Nach einem 2:1-Halbfinalsieg über die Deutschen bezwangen sie im Finale die spanische Mannschaft erst im Siebenmeterschießen. Koolen trat in allen sieben Begegnungen der Niederländerinnen an und erzielte im Finale ein Tor. Beim olympischen Hockeyturnier 1996 in Atlanta belegten die Niederländerinnen nach der Vorrunde den vierten Platz hinter den punktgleichen Britinnen. Im Spiel um Bronze zwischen diesen beiden Mannschaften siegten die Niederländerinnen im Siebenmeterschießen. Zum Abschluss ihrer internationalen Karriere spielte Koolen bei der Champions Trophy 1997, die niederländische Mannschaft belegte den dritten Platz.
Nicole Koolen spielte für HGC Wassenaar, den niederländischen Meister 1993, 1996 und 1997. 1994 gewann der Verein den Europapokal der Landesmeister.